# كايزا ماتوماكي
كايزا صوفيا ماتوماكي , ولدت في 30 إبريل 1985 تبلغ من العمر 36 عاما، وهي عالمة رياضيات فنلندية متخصصة في نطرية الأعدا، وتعمل منذ 2015 كوميلة بحث أكاديمي في قسم الرياضيات والإحصاء، بجامعة توركو، فنلندا
ويتضمن بحثها نتائج حول تويع دوال الضرب علي فترات قصيرة من الأرقام، علي سبيل المثال: أوضحت أن قيم دالة موبيوس مقسمة بالتساوي بين +1 و -1 على فترات زمنية قصيرة، وكانت هذه النتائج، بدورها، من بين الأدوات التي استخدمها Terence Tao لإثبات مشكلة التناقض في Erd.

## الجوائز والتكريمات
في عام 2016 حصلت كايزا صوفيا، جنبا إلى جنب مع مكسيم رادزيويل من جامعة كندا علي جائزة SASTRA Ramanujan , والتي تأسست في عام 2005 , وتُمنح سنويا للمساهمات البارزة من قبل علماء الرياضيات الشباب في المناطق التي تأثرت بسرينيفاسا رامانوجان، وتشير الجائزة أيضًا إلى الورقة المشتركة الحديثة لماتوماكي ورادزيويل وتاو التي أعلنت عن تقدم كبير في القضية k = 3 نحو تخمين Chowla على قيم دالة على مجموعات من أعداد صحيحة متتالية
أخيرًا، تشير الجائزة إلى أن ماتوماكي ورادزيويل، أن المجموعة الرائعة من النتائج العميقة والتقنيات الجديدة القوية التي أدخلوها، سيؤثران بقوة على تطوير نظرية الأعداد التحليلية في المستقبل.
هي واحدة من خمسة فائزين بجائزة New Horizons لعام 2019 للإنجاز الوظيفي المبكر في الرياضيات، المرتبطة بجائزة الاختراق في الرياضيات، وفي عام 2020 كانت واحدة من الفائزين بجائزة EMS

## التعليم والوظيفة
ولدت كايزا ماتوماكي في ناكيلا بفنلندا في 30 إبريل عام 1985 , والتحقت بالمدرسة الثانوية في فالكياكوسكي بـ فنلندا، وفازت ماتوماكي بالجائزة الأولي في مسابقة الرياضيات الوطنية لطلاب المدارس الثانوية الفنلندية
وحصلت علي درجة الماجيستير من جامعة توركو، كما حصلت علي جائزة إرنست ليندلوف لأفضل رسالة ماجيستير في الرياضيات في فنلندا عام 2005
بعد حصولها علي درجة الدكتوراة في كلية رويال هولواي بجامعة لنن في 2009 , تحت إشراف البروفسيور جلين هارمان، عادت إلى توركو حيث تعمل زميلة أكاديمية.

## الحياة الشخصية
تزوجت كايزا ماكوماكي من بيككا ماتوماكي، وهي أيضا عالمة رياضيات متخصصة في الرياضيات التطبيقية، ولديهم 3 أبناء، وهم يعيشون حاليا في ليتو بالقرب من توركو